# Мария Змарз-Кочанович
Ма̀рия Елжбѐта Змарз-Кочано̀вич (на полски: Maria Elżbieta Zmarz-Koczanowicz) е полска режисьорка и филмова сценаристка.

## Биография
През 1978 г. завършва факултета по живопис на Вроцлавския университет. През 1982 г. завършва Факултета за радио и телевизия на Силезийския университет в Катовице. Създава десетки документални филми, театрални спектакли, а също така и социалната комедия „Kraj Świata“. През 2003 г. е лауреат на Полско-немската журналистическа награда в категория телевизия. През 2008 г. получава докторска научна степен за филмово изкуство.
През 2013 г. е отличена с Кавалерски кръст на Ордена на Възродена Полша за особени заслуги в изследването, документирането и почитането на историята от Март ’68. В продължение на осем години е заместник-декан в Държавното висше филмово, телевизионно и театрално училище „Лѐон Шилер“ в Лодз, където и до днес преподава. На въпроса от къде черпи идеи за своите филми, тя отговаря: „Подхвърлят ми ги познати, приятели, а понякога просто животът ми поднася абсурдни ситуации. Тогава чувствам, че нещо с мен не е както трябва. И когато се чувствам така (...) приемам това за знак, че ще излезе добър материал за филм“.
За много от своите филми, започвайки от дебютния „Każdy wie kto za kim stoi“ през „Jestem mężczyzną“, „Major albo rewolucja krasnoludków“ до „Życie ci wszystko wybaczy“ черпи идеи именно от абсурдите, които всекидневието ѝ поднася. Този подход, отличаващ документалните филми на Змарз-Кочанович, със сигурност е резултат на преживяванията ѝ по време на Полската народна република. Друга отличителна черта на нейните документални филми е социологизиращото разбиране на действителността. За това и често не виждаме индивидуални герои в нейните проекти. Тук трябва да споменем посветения на младежта „Nie wierzę politykom“ или „Dzieci rewolucji“, в които авторката излиза извън рамката на полските проблеми, като представя историята успоредно: полската, унгарската, чехословашката.
Мария Змарз-Кочанович не страни от политиката. Политическият мотив присъства в споменатите „социологизиращи“ образи. Присъства също така и в противоречивия филм, посветен на генерал Ярузелски „Noc z generałem“. Тук навлизаме в поредния кръг от интереси на режисьорката. Портрети на известни личности като Чеслав Милош, Йежи Гротовски, Ева Хофман. Във всичките ѝ филми има много хумор, топлина, доброта.
През 2009 г. в рамките на серията „Полска документална школа“ зрителите имат възможност да гледат девет филма на режисьорката („Każdy wie kto za kim stoi“, „Jestem mężczyzną“, „Urząd“, „Major albo rewolucja krasnoludków“, „Bara bara“, „Dworzec Gdański“, „Pokolenie '89“, „Dziennik. PL“, „Kocham Polskę“), което е прието с голям ентусиазъм от рецензента Лукаш Мачейевски, който пише: „Връщам се към нейните филми, не само защото са много добри – едва след години разбрахме, че именно Кочанович е най-пронцателният портретист на съвремието ни в полската документалистика“.

## Филмография

### Документални филми
- 1982 – "Każdy wie kto za kim stoi
- 1983 – „Dół“
- 1984 – „Plakat“
- 1985 – „Słowo – słowa“
- 1986 – „Jestem mężczyzną“
- 1986 – „Urząd“
- 1987 – „Modlitwa“
- 1988 – „Co wyszło z ziemi?“
- 1988 – „Sprzedawca chleba“
- 1989 – „Major albo rewolucja krasnoludków“
- 1990 – „Nie wierzę politykom“
- 1990 – „Kibice“
- 1990 – "Granica – отличен с награда на медийния фестивал в Лодз
- 1991 – „Kilka uwag o rozkoszy“
- 1993 – „Historia pewnej kamery“
- 1993 – „Irena Krzywicka – jaka była i nie była“ – биографичен филм
- 1993 – „Wesele w Iwoniczu“
- 1994 – „Ostatni Cygan w Oświęcimiu“
- 1994 – „Erna Rosenstein“
- 1994 – „Ślady“ -
- 1994 – „Teresa Torańska. My-Oni-Ja“
- 1995 – „Dziennikarka. Ewa Berberyusz“ – биографичен филм
- 1995 – „Hatif“
- 1995 – „Jedno życie. Eva Hoffman“ – биографичен филм
- 1995 – „Prawdziwe życie“
- 1996 – „Bara bara“
- 1997 – „Zamień mnie w długiego węża“
- 1998 – „Polska ruletka“
- 1998 – „Zwyczajna dobroć“
- 1998 – „Życie ci wszystko wybaczy“
- 1999 – „Jerzy Grotowski. Próba portretu“
- 2000 – „Czarodziejska góra. Amerykański portret Czesława Miłosza“
- 2000 – „Jasnowidz“
- 2001 – „Ja, robotnik budowlany“
- 2001 – „Miłość bez wizy“
- 2001 – „Noc z generałem“
- 2002 – „Miłość do płyty winylowej“
- 2002 – „Siłaczka“
- 2002 – „Dzieci rewolucji“
- 2002 – „Kto, co i jest w jakim związku?“
- 2002 – „Pokolenie 89“
- 2003 – „Moja Warszawa“
- 2003 – „Plastyka Polska XX wieku według Jacka Woźniakowskiego“
- 2003 – „Węgiel“ / „Coal“
- 2005 – „Profesor. O Leszku Kołakowskim“
- 2005 – „Still alive“
- 2007 – "Dworzec Gdański”
- 2007 – „Kocham Polskę“
- 2007 – „Moja Kuba, moja Polska“
- 2008 – „Zwyczajny marzec“
- 2011 – „Wiera Gran“.
- 2013 – „Nowy wspaniały świat“
- 2013 – „Nasza szkoła“
- 2013 – „Była wojna“.
- 2015 – „Michnik. Bądź realistą, chciej niemożliwego“.

### Игрални филми
- 1993 – „Kraj świata“

### Театрални спектакли
- 1995 – „Scena miłosna“ – пиеса на Роберт Кувър
- 1997 – „Filantrop“ – пиеса на Кристофър Хемптън
- 1997 – „Nasze miasto“ – пиеса на Торнтън Уайлдър
- 1998 – „E. E.“ – по разказ на Олга Токарчук
- 1998 – „Jej historia“ – пиеса на Мартин Кримп
- 2000 – „Sandra K.“ – по разказ на Мануела Гретковска
- 2004 – „Pamiętnik z Powstania Warszawskiego“ – по прозата на Мирон Бялошевски